# Кокаляне
Кокаляне (болг. Кокаляне) — село в Болгарии. Находится в Городской области Софии, входит в общину Столична. Население составляет 1 928 человек (2010).

## Политическая ситуация
В местном кметстве Кокаляне, в состав которого входит Кокаляне, должность кмета (старосты) исполняет Йордан Иванов Георгиев (Граждане за европейское развитие Болгарии (ГЕРБ)) по результатам выборов правления кметства.
Кмет (мэр) общины Столична — Бойко Методиев Борисов (ГЕРБ) по результатам выборов в правление общины.